# Opistognathus fenmutis
Opistognathus fenmutis är en fiskart som beskrevs av Acero P. och Franke, 1993. Opistognathus fenmutis ingår i släktet Opistognathus och familjen Opistognathidae. IUCN kategoriserar arten globalt som otillräckligt studerad. Inga underarter finns listade i Catalogue of Life.